# Siegfried Trommsdorff
Siegfried Trommsdorff (* 3. Juni 1902 in Erfurt; † 8. Dezember 1975 in Heidelberg) war ein deutscher Politiker in der SBZ und Landesvorsitzender der CDU Thüringen. Er flüchtete 1952 aus der DDR
Siegfried Trommsdorff war selbstständiger Gärtner. In der Weimarer Republik stand er der DVP nahe. Als Anhänger der Bekennenden Kirche trat er im August 1945 in die CDU ein. Ab September 1945 war er Vorsitzender der CDU Erfurt. Ab April 1947 war er stellvertretender Vorsitzender der CDU Thüringen, im Oktober 1947 wurde er zum Vorsitzenden gewählt. Ab Oktober 1947 war er Mitglied des Hauptvorstandes der CDU auf Zonenebene und November/Dezember 1947 sowie von Oktober 1948 bis Juni 1950 Mitglied des Politischen Ausschusses der CDU.
Nachdem bereits 1946 Hans Lukaschek zur Flucht in den Westen veranlasst wurde, forderte die SMAD am 14. Februar 1948 Versorgungsminister Georg Grosse zum Rücktritt auf. Bis zum 5. März 1948 waren 12 der 25 Kreisvorsitzenden der CDU abgesetzt oder zum Rücktritt gezwungen worden. Auf dem Landesparteitag vom 21. bis 24. Mai 1948 kam es zu einer Kampfabstimmung um den Landesvorsitz. Georg Grosse, der sich zu Jakob Kaiser bekannte, erhielt 149 Stimmen, Siegfried Trommsdorff nur 69. Die SMAD untersagte Grosse die Annahme des Amtes und Trommsdorff blieb Landesvorsitzender.
Im Konflikt um die Teilnahme der Ost-CDU am Deutschen Volkskongress sprach Siegfried Trommsdorff sich für eine Teilnahme aus. Von März 1948 bis Oktober 1952 war er Mitglied des Volksrates bzw. der Volkskammer.
Die Gleichschaltung der CDU, die ihn an die Macht gebracht hatte, wurde nun sein Verhängnis. 1952 wurde er aus der Ost-CDU ausgeschlossen und sein Mandat aberkannt. Nachfolger als Parteivorsitzender wurde August Bach. Siegfried Trommsdorff floh in den Westen.